# Liste der Stolpersteine in Auer (Südtirol)
Die Liste der Stolpersteine in Auer enthält die Stolpersteine in der Gemeinde Auer (italienisch Ora) in Südtirol, die an das Schicksal der Menschen dieser Ortschaft erinnern, die von Nationalsozialisten ermordet, deportiert, vertrieben oder in den Suizid getrieben worden sind. Die Stolpersteine wurden von Gunter Demnig verlegt. Sie liegen im Regelfall vor dem letzten selbstgewählten Wohnort des Opfers. Ihre Bezeichnung lautet auf Italienisch: Pietre d’inciampo.
Die erste Verlegung in dieser Gemeinde fand am 29. Januar 2022 statt.

## Liste der Stolpersteine
Die Inschriften wurden zweisprachig (dt./ital.) eingraviert. Hier wird zwecks besserer Lesbarkeit nur die deutsche Fassung reproduziert.
Die Tabelle ist teilweise sortierbar; die Grundsortierung erfolgt alphabetisch nach dem Familiennamen.
| Stolperstein | Übersetzung                                                                        | Verlegeort                            | Name, Leben              |
| ------------ | ---------------------------------------------------------------------------------- | ------------------------------------- | ------------------------ |
|              | HIER WOHNTE IDA KAUFMANN JG. 1883 VERHAFTET 15.9.1943 REICHENAU ERMORDET AUSCHWITZ | Hauptplatz (in der Nähe des Brunnens) | Ida Kaufmann (1883–194?) |
|              | HIER WOHNTE MARTIN KREBS JG. 1889 VERHAFTET 10.7.1944 AUSCHWITZ ERMORDET DEZ. 1944 | Hauptplatz (in der Nähe des Brunnens) | Martin Krebs (1898–1944) |

## Verlegedatum
- 29. Januar 2022[3][4]